# Оболенский, Андрей Петрович
Князь Андрей Петрович Оболенский (1769—1852) — тайный советник из рода Оболенских. В 1817—1825 гг. — попечитель Московского учебного округа.

## Биография
Родился в семье надворного советника князя Петра Александровича Оболенского (1742—1822) и его жены Екатерины Андреевны, урождённой Вяземской (1741—1811). Из его многочисленных братьев и сестёр известность приобрели: Василий, Александр, Николай, Мария, Варвара, Наталья.
В пятилетнем возрасте был записан в лейб-гвардии Преображенский полк. В 1790 году стал подпоручиком, а через год получил придворный чин камер-юнкера. С 1797 года — действительный статский советник и церемониймейстер ордена Св. Анны. С 1799 года — находился в отставке и жил заграницей.
Около 1811 года Оболенскому была предложена должность губернатора в Твери, от которой он отказался. Спустя 6 лет он всё же был возвращён на службу: 1 января 1817 года, по протекции нового министра народного просвещения А. Н. Голицына, он был назначен попечителем Московского учебного округа. При нём были вновь отстроены пострадавшие во время пожара 1812 года университетские здания, за что он в 1820 году был удостоен звания почётного члена Московского университета.

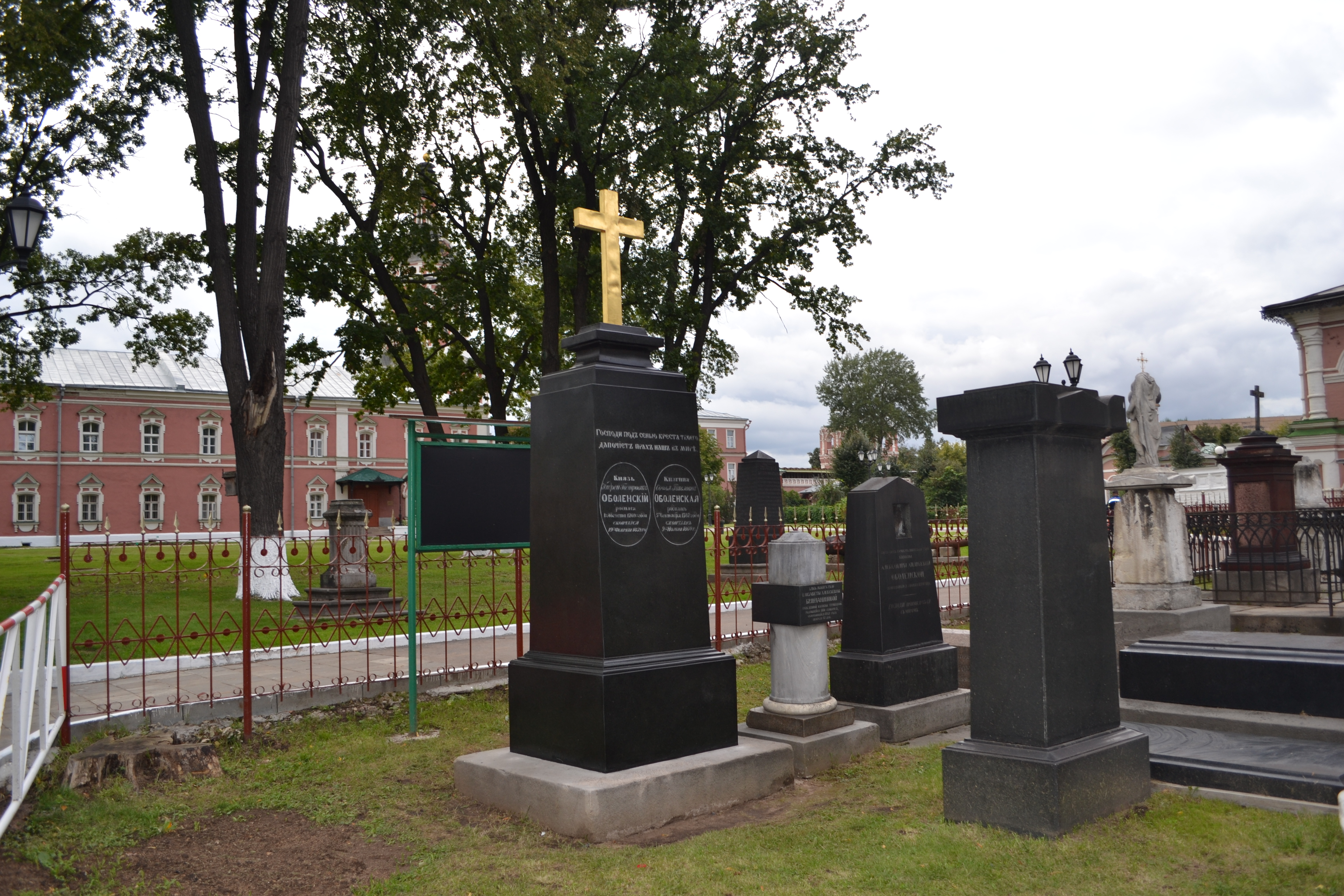
Могилы супругов Оболенских

Чин тайного советника он получил 6 апреля 1819 года. Имел награды до ордена Св. Анны 1-й степени включительно. Как попечитель округа был президентом МОИП. Значительная часть современников оставила об Оболенском положительные отзывы. Князь П. А. Вяземский отзывался о нём, как о «честном, высокой нравственности, здравомыслящем и духовно-религиозном человеке». М. П. Третьяков писал: «Князь Андрей Петрович отличался превосходным природным умом; умел владеть собою; обходился со всеми ласково и приветливо; был любим и уважаем в обществе».
Выйдя в отставку, он жил с многочисленным своим семейством в Москве (Рождественка, ныне — № 12) и подмосковном имении Троицкое. В 1828 году Оболенским был перестроен сельский Троицкий храм. Рядом с домом и церковью был разбит липовый парк; были сооружены несколько плотин на речке Песочинке.
Князь А. П. Оболенский был настоящим главой, патриархом не только в семье, но и для всего рода Оболенских. Все родственники
любили его; младшие братья и сестры относились к нему, как к отцу. Ничего важного не начиналось, без его совета и благословения. Перед смертью Оболенский был болен недолго. Все родные были рядом с ним во время его
предсмертной болезни, и последние его слова были: «Как сладко мне быть больным, сколько любви меня окружает». Скончался в 1852 году и похоронен на кладбище Донского монастыря в Москве.

## Семья
Был женат дважды и оставил многочисленное потомство:
1. жена Марфа Андреевна Маслова (1768—1796), дочь Андрея Яковлевича Маслова, наследница села Троицкое-Ордынцы. Умерла при родах дочери.
  - Екатерина Андреевна (16.01.1796[13]—1849), крещена 21 января 1796 года в Владимирском соборе при восприемстве тетки княжны М. П. Оболенской; замужем за богатым помещиком и фабрикантом Николаем Аполлоновичем Волковым.
2. жена княжна Софья Павловна Гагарина (05.09.1785—19.11.1860), дочь московского обер-коменданта князя П. С. Гагарина, фрейлина императрицы Марии Фёдоровны[14]. После смерти родителей, жила в доме своего дяди вице-адмирала С. И. Плещеева. С августа 1801 года сопровождала его в заграничном путешествии, где познакомилась с князем Оболенским и 31 июля 1804 года в Вене вышла за него замуж. Их дети:
  - Павел Андреевич (25.02.1808[15]—02.03.1808), крещён 2 марта 1808 года в Вознесенской церкви на Царицынской улице при восприемстве генерала Д. С. Дохтурова и генеральша М. А. Волкова.
  - София Андреевна (1810—1871), замужем за Василием Васильевичем Давыдовым (1809—1858); у них сыновья: Федор (1836–1850), Андрей (1837–1898), Владимир (1841–1908), Василий (1843–1896), Николай и дочери: Елизавета (1838, ум. в детстве), Екатерина (1839–1906; ее муж Н.Н.Чолокаев).
  - Михаил Андреевич (1811—1866), владелец имения Троицкое-Ордынцы, женат на Аделаиде Петровне Шелашниковой (1817—1895), дочери Самарского помещика, крупнейшего землевладельца, имеющего свои заводы, деревни и село Исаклы, родовое поместье; у них сыновья: Дионисий (1844—1917) — первый русский слепой, овладевший системой Брайля и выучивший иностранные языки, первым предпринявший попытку адаптировать систему Брайля к русскому языку[16], женат был на дочери М. Д. Анненкова , Александре Михайловне (1838—1898), имел 2 сыновей, которые в младшем возрасте умерли во время эпидемии холеры и четырёх дочерей: Екатерину, Елизавету, Аделаиду и Александру[17]; - и Андрей (1850—1898), женатый на Софье Андреевне Баратынской (1850—?), дочери поручика Андрея Ильича Баратынского (1813-1889), детей не имели[18].
  - Наталья Андреевна (1812—1901), замужем за генералом от инфантерии Сергеем Петровичем Озеровым.
  - Владимир Андреевич (1814—1877), женат с 1857 на Софье Ивановне Миллер (в 1-м браке Рахмановой) (1822—1869); две из четырёх их дочерей были замужем за братьями Трубецкими: Александра (1861—1939) была с 1884 года женой Петра Николаевича, Прасковья (1860—1914) — Сергея Николаевича.
  - Екатерина Андреевна (1815—1825), умерла в детстве.
  - Александра Андреевна (1817—1844)
  - Василий Андреевич (1818—1883), служащий Московской Синодальной конторы; женат с 1869 года на Прасковье Львовне Невоструевой (1825—1885), их двое детей родились задолго до брака родителей.
  - Иродион Андреевич (1820—1891), статский советник; женат с 1850 года на княжне Марии Александровне Львовой (1831—1909), дочери действительного статского советника кн. Александра Дмитриевича Львова (1800-1866).
  - Николай Андреевич (1822—1867), был женат на баронессе Александре Львовне Боде (р. 1828), дочери Л. К. Боде. Детей не было.
  - Сергей Андреевич (1824—?), умер в младенчестве.
  - Елизавета Андреевна (1827—1830), умерла в младенчестве.